# سرگئی وینوگرادسکی
سرگئی نیکُلایوویچ وینوگرادسکی (اوکراینی: Сергій Миколайович Виноградський؛ ۱ سپتامبر ۱۸۵۶ – ۲۵ فوریه ۱۹۵۳) یک دانشمند و متخصص میکروبیولوژی، بوم‌شناسی و علوم خاک اهل امپراتوری روسیه بود.
او مفاهیم اولیه و مهم چرخه بیوژئوشیمی را کشف و ارائه نمود.
وینوگرادسکی نخستین نوع شناخته‌شدهٔ لیتوتروفی را حین بررسی سرده میکروبی «بجاتو» (ایتالیایی: Beggiatoa) در سال ۱۸۸۷ کشف کرد. او گزارش نمود که باکتری «بجاتو» سولفید هیدروژن را اکسیده می‌کند و قطرات گوگرد می‌سازد که نخستین نمونهٔ لیتوتروفی (و نه اُتوتروفی) بود.
پژوهش‌های او همچنین سبب شد تا نخستین نمونه باکتری‌های شیمی‌پرورد شناسایی شوند و او نشان داد که چگونه یک لیتوتروف می‌تواند با فرایند تثبیت کربن، ترکیبات آلی بسازد.
وی همچنین برندهٔ جوایزی همچون نشان لیوونهوک شده‌است.